# Série mondiale 1907
La Série mondiale 1907 était la 4e série finale des Ligues majeures de baseball.
Disputée du 8 au 12 octobre 1907, elle est gagnée par les Cubs de Chicago, quatre victoires à zéro (avec un match nul) sur les Tigers de Détroit. 
Meilleure équipe de la Ligue nationale en 1907 avec 107 victoires contre 45 défaites, les Cubs avaient accédé à la Série mondiale en terminant devant les Pirates de Pittsburgh, gagnants de 91 matchs. Meilleure équipe de la Ligue americaine en 1907 avec 92 victoires contre 58 défaites, les Tigers avaient accédé à la Série mondiale en terminant devant les Athletics de Philadelphie, gagnants de 88 matchs

## Déroulement de la Série

### Calendrier des rencontres
| Match | Date       | Visiteur          | Hôte              | Score              |
| ----- | ---------- | ----------------- | ----------------- | ------------------ |
| 1     | 8 octobre  | Tigers de Détroit | Cubs de Chicago   | 3 - 3 (12 manches) |
| 2     | 9 octobre  | Tigers de Détroit | Cubs de Chicago   | 1 - 3              |
| 3     | 10 octobre | Tigers de Détroit | Cubs de Chicago   | 1 - 5              |
| 4     | 11 octobre | Cubs de Chicago   | Tigers de Détroit | 6 - 1              |
| 5     | 12 octobre | Cubs de Chicago   | Tigers de Détroit | 2 - 0              |

### Match 1
Mardi 8 octobre 1907 à West Side Grounds, Chicago, Illinois.
| Tigers de Détroit | 0 | 0 | 4 | 0 | 0 | 0 | 0 | 3 | 0 | 0 | 0 | 0 | 3 | 9  | 3 |  |  |  |  |  |  |  |  |
| Cubs de Chicago   | 0 | 0 | 0 | 1 | 0 | 0 | 0 | 0 | 2 | 0 | 0 | 0 | 3 | 10 | 5 |  |  |  |  |  |  |  |  |
|                   |   |   |   |   |   |   |   |   |   |   |   |   |   |    |   |  |  |  |  |  |  |  |  |

### Match 2
Mercredi 9 octobre 1907 à West Side Grounds, Chicago, Illinois.
| Tigers de Détroit                                     | 0 | 1 | 0 | 0 | 0 | 0 | 0 | 0 | 0 | 1 | 10 | 1 |
| Cubs de Chicago                                       | 0 | 1 | 0 | 2 | 0 | 0 | 0 | 0 | X | 3 | 8  | 1 |
| Vic. : Jack Pfiester (1-0) Déf. : George Mullin (0-1) |   |   |   |   |   |   |   |   |   |   |    |   |

### Match 3
Jeudi 10 octobre 1907 à West Side Grounds, Chicago, Illinois.
| Tigers de Détroit                              | 0 | 0 | 0 | 0 | 0 | 1 | 0 | 0 | 0 | 1 | 6  | 1 |
| Cubs de Chicago                                | 0 | 1 | 0 | 3 | 1 | 0 | 0 | 0 | X | 5 | 10 | 1 |
| Vic. : Ed Reulbach(1-0) Déf. : Ed Siever (0-1) |   |   |   |   |   |   |   |   |   |   |    |   |

### Match 4
Vendredi 11 octobre 1907 au Bennett Park, Détroit, Michigan.
| Cubs de Chicago                                           | 0 | 0 | 0 | 0 | 2 | 0 | 3 | 0 | 1 | 6 | 7 | 2 |
| Tigers de Détroit                                         | 0 | 0 | 1 | 0 | 0 | 0 | 0 | 0 | 0 | 1 | 5 | 2 |
| Vic. : Orval Overall (1-0) Déf. : Wild Bill Donovan (0-1) |   |   |   |   |   |   |   |   |   |   |   |   |

### Match 5
Samedi 14 octobre 1907 au Bennett Park, Détroit, Michigan.
| Cubs de Chicago                                        | 1 | 1 | 0 | 0 | 0 | 0 | 0 | 0 | 0 | 2 | 7 | 1 |
| Tigers de Détroit                                      | 0 | 0 | 0 | 0 | 0 | 0 | 0 | 0 | 0 | 0 | 7 | 2 |
| Vic. : Mordecai Brown (1-0) Déf. : George Mullin (0-2) |   |   |   |   |   |   |   |   |   |   |   |   |